# Abudok
Abudok, död 1670, var en regerande drottning av Shillukfolket, en afrikansk etnisk grupp i Sydsudan, mellan 1660 och 1670.
Hon efterträdde sin far som hövding, och är känd som den enda kvinna som regerat över Shillukfolket.